# Dryopomera burmanica
Dryopomera burmanica es una especie de coleóptero de la familia Oedemeridae.

## Distribución geográfica
Habita en Birmania.